# 高野勇斗
高野 勇斗（たかの はやと、1982年8月1日 - ）は、日本の政治家・実業家。立憲民主党所属の江東区議会議員（1期）。株式会社チャプターエイトの代表取締役社長。

## 経歴
北海道函館市生まれ。高校卒業まで函館市で過ごし、早稲田大学を卒業後、2007年にインターネット広告代理店大手のアドウェイズに入社。2015年に株式会社チャプターエイトを創業。2023年4月の江東区議会議員選挙で初当選。
- 2001年（平成13年）- 北海道函館中部高等学校を卒業。
- 2002年（平成14年）- 早稲田大学（教育学部英語英文学科）に入学。
- 2007年（平成19年）- アドウェイズに入社。大阪、名古屋、福岡支社の立ち上げを担当[5]。
- 2011年（平成23年）- アドウェイズのインドネシア法人PT.Adways Indonesiaの設立[6]に携わり、President Director & CEOに就任[7]。
- 2015年（平成27年）3月 - 株式会社チャプターエイトを創業、代表取締役CEOに就任。
- 2015年（平成27年）11月 - アジア向け購買代行サービス「Jselection」をリリース[8]。
- 2016年（平成28年）2月 - リクルートライフスタイルと提携し、訪日外国人向け多言語アプリ「LOOK」をリリース[9][10][11]。
- 2016年（平成28年）12月 - 民泊内スペースを利用したゲスト向け商品販売サービス「AirBuy＆Check」のビジネスプランが、東京都大田区が主催する「第8回大田区ビジネスプランコンテスト」において、「特区民泊連携モデル賞最優秀賞」を受賞[12][13][14]。その後、サービスをリリース。
- 2017年（平成29年）- 民泊向けセルフチェックインアプリ「ABCチェックイン」をリリース[15]。
- 2019年（令和元年）8月 - 民泊向けセルフチェックインアプリ「ABCチェックイン」を事業譲渡[16]。
- 2021年（令和3年）7月 - 東京都議会議員選挙に立憲民主党公認で江東区から出馬したが[2]、6位で落選[17]。
- 2022年（令和4年）10月 - 立憲民主党東京都連が「2023年統一地方自治体議員選挙」における公認決定を発表[18]。
- 2023年（令和5年）4月 - 江東区議会議員選挙に立候補し、3,736票を得て初当選。得票順位は第15位（定数44名、立候補者59名）[19]。
- 2023年（令和5年）12月 - 江東区議会企画総務委員会の副委員長に選出。[20]。

## 講演実績
- 2013年（平成25年）4月 - 一般社団法人デジタルコンテンツ協会が主催するセミナー「『日本-ASEAN コンテンツネットワーク』～インドネシアビジネスの事例とASEAN～」（協力：日本アセアンセンター）にて、「インドネシアへのコンテンツビジネス進出の秘訣 ～会社設立から事業展開まで～」と題して講演[21]。
- 2013年（平成25年）11月 - インドネシアの首都ジャカルタで開催された経済産業省主催の知日派育成シンポジウムで、「私がインドネシアから学んだもの」をテーマに講演[22]。
- 2014年（平成26年）4月 - 日・ASEAN友好協力40周年イベントとして東京で開催された「ASEAN Creatvie Network発表記念セミナー」（日本アセアンセンター主催）で、セミナーのパネリストとして登壇[23][24]。
- 2019年（令和元年）6月 - 「地域マネジメント学会」（ARMJ）の第16回通常総会において、民泊をテーマとしたシンポジウムで講演[25]。

## テレビ出演
- 2017年（平成29年）5月 - BS朝日のインタビュー番組「Fresh Faces ～アタラシイヒト～」（毎週土曜日）の第111回に出演[26][11]。